# Квир студије
Квир студије, студије сексуалне разноликости или ЛГБТ студије су области проучавања питања која се односе на сексуалну оријентацију и родни идентитет а обично се фокусирају на лезбијке, геј мушкарце, бисексуалце, трансродне особе, родну дисфорију, асексуалне, квир особе и др.
Првобитно усредсређено на ЛГБТ историју и теорију књижевности, поље истраживања ових студија се проширило на академска проучавања у биологији, социологији, менталним болестима, антропологији, историји науке, филозофији, психологији, сексологији, политичким наукама, етици, и другим пољима испитивањем идентитета, живота, историје и перцепције квир људи.
Квир студије нису исто што и квир теорија, која је аналитичко гледиште у оквиру квир студија (усредсређено на књижевне студије и филозофију ) које доводи у питање „социјално конструисане“ категорије сексуалног идентитета.

## Позадина
Иако нова дисциплина, све већи број колеџа почео је да нуди академске програме који се односе на секс, сексуалност и сексуалну оријентацију. Тренутно постоји преко 40 програма за издавање сертификата и диплома из ових области, постоји најмање пет институција у Сједињеним Државама које нуде додипломске студије; а све је већи број сличних курсева који се нуде у земљама ван САД.